# Franz Werner Tamm

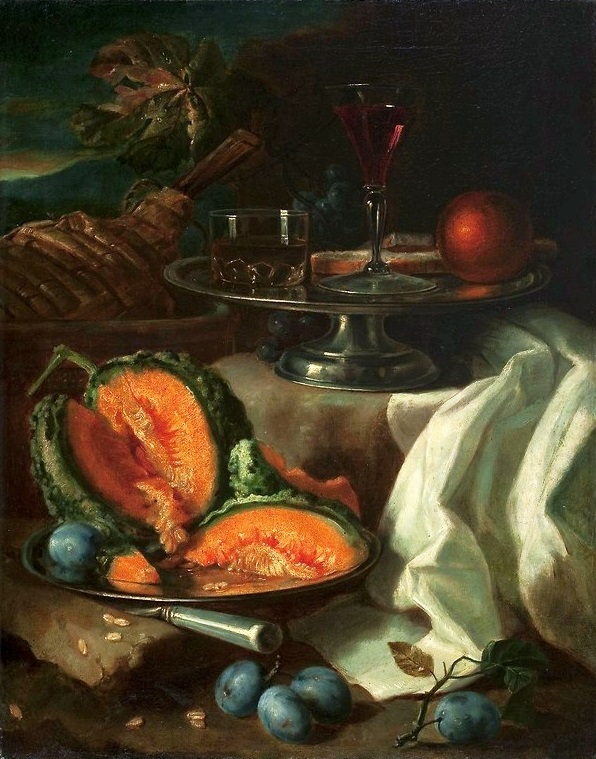
Franz Werner Tamm, Natura morta con melone, Varsavia, Museo nazionale.

Franz Werner Tamm (Amburgo, 1658 – Vienna, 1724) è stato un pittore tedesco dell'età barocca.

## Biografia
Ad Amburgo fu allievo di Dietrich von Sosten (morto nel 1695) e di Johann Joachim Pfeiffer (1662-1701). Inizialmente si rivolse al genere storico. Fu influenzato da David de Coninck e divenne maestro di Pietro Navarra.
Fu attivo a Roma fra il 1685 e il 1695, dove fu introdotto nel circolo artistico italo-fiammingo da Gaspar van Wittel. Collaborò occasionalmente con Pieter van Bloemen e con Carel de Vogelaer, quindi divenne un seguace di Carlo Maratta e divenne celebre per le sue nature morte e per le scene di caccia. Attraverso Maratta ebbe accesso alle commissioni del patriziato romano, che ne propagò la fama in Spagna, Francia, Inghilterra e Germania.
Nel 1695 Leopoldo I lo ingaggiò come pittore di corte. Anche a Vienna eccelse per le sue nature morte. I suoi quadri si trovano al Liechtenstein Museum e al Belvedere, ma fu anche autore della pala d'altare per la chiesa abbaziale di Schlierbach.
Nel 1702 era a Passavia e successivamente tornò a Vienna, ove morì.